# Jüdische Gemeinde Eubigheim
Die Jüdische Gemeinde in Eubigheim, einem Ortsteil von Ahorn im Main-Tauber-Kreis in Baden-Württemberg, entstand im 17. Jahrhundert und existierte bis zur Zeit des Nationalsozialismus.

## Geschichte

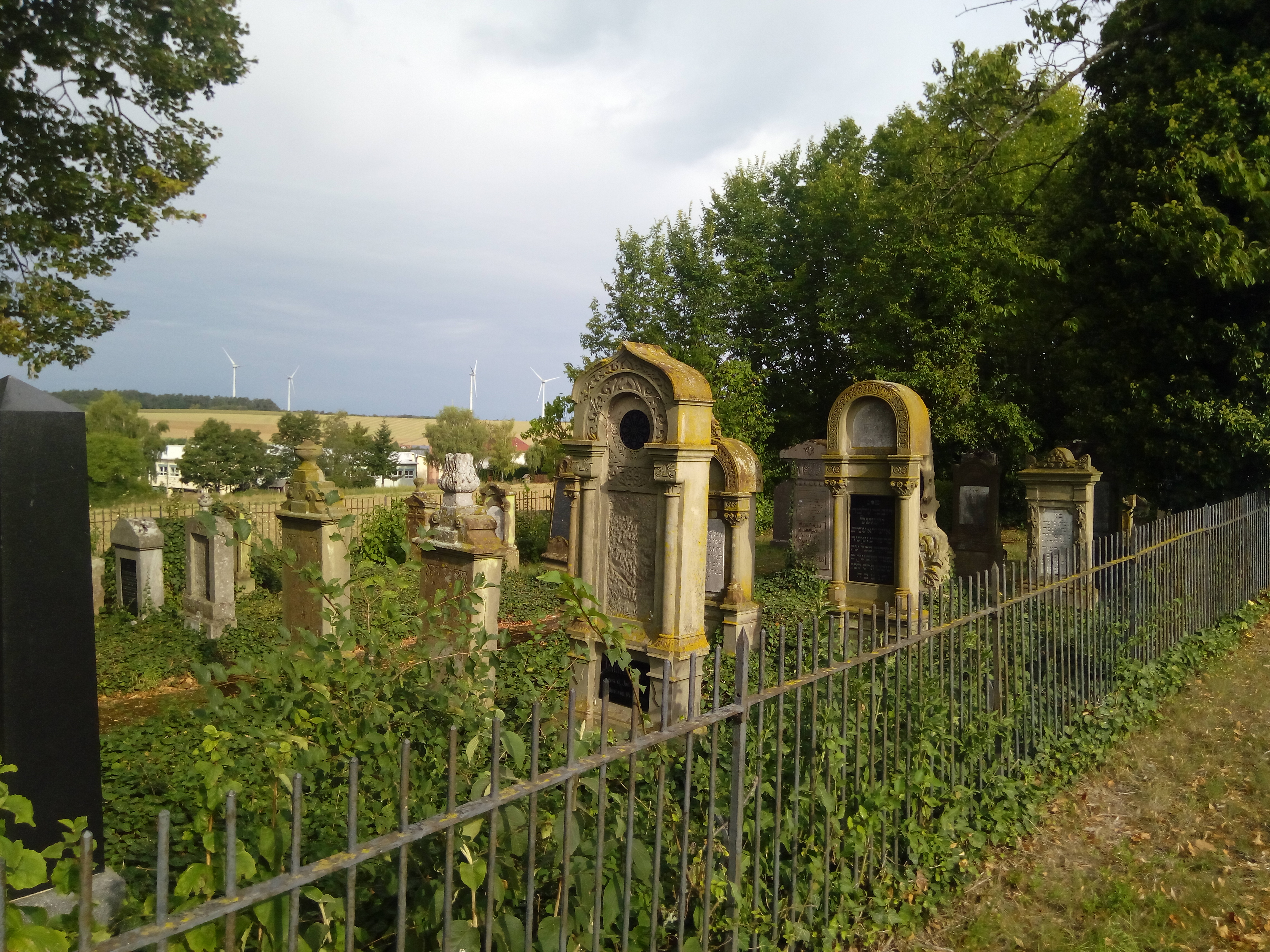
Jüdischer Friedhof Eubigheim

### Historische Entwicklung der jüdischen Gemeinde
In Eubigheim bestand eine jüdische Gemeinde ab dem 17. Jahrhundert bis 1938. Erstmals wurden im Jahre 1664 Juden am Ort genannt. Als die Bischöfe von Würzburg im 17. und 18. Jahrhundert jüdische Familien vertrieben, wurden von diesen in Eubigheim mehrere aufgenommen. Bereits 1686 wurde eine „Judengasse“ genannt, der heutige Wiesenweg. Die höchste Zahl jüdischer Einwohner bestand in Eubigheim um 1885 mit 96 Personen, danach setzte ein kontinuierlicher Rückgang durch Aus- und Abwanderung ein. Die jüdische Gemeinde Eubigheim besaß die Synagoge Eubigheim, eine Schule und ein rituelles Bad. Die Toten der Gemeinde wurden zunächst auf dem jüdischen Friedhof Bödigheim beigesetzt. Um 1850 wurde im Gewann Vierzehnmorgen ein eigener Friedhof angelegt. In der Gemeinde war ein eigener Religionslehrer angestellt, der zugleich als Vorbeter und Schochet tätig war. 1827 wurde die jüdische Gemeinde Eubigheim dem Bezirksrabbinat Merchingen zugeteilt, der seit Ende des 19. Jahrhunderts durch den Rabbiner in Mosbach vertreten wurde. 1933 lebten in Eubigheim noch 28 jüdische Personen. Erst nach den Ereignissen beim Novemberpogrom 1938 verließen die meisten der jüdischen Einwohner den Ort. Am 1. Januar 1939 wurden in Eubigheim noch fünf, am 28. Februar 1939 kein jüdischer Einwohner mehr gezählt.

### Opfer des Holocaust
Von den jüdischen Personen, die in Eubigheim geboren wurden oder längere Zeit im Ort wohnten, kamen in der Zeit des Nationalsozialismus die folgenden fünf Personen beim Holocaust nachweislich ums Leben: Meta Frank geb. Reich (1881), Herta Reich (1915), Leopoldine Reich (1887), Melly Reich (1911) und Abraham Strauss (1881).